# Monreal de Ariza
Monreal de Ariza è un comune spagnolo di 303 abitanti situato nella comunità autonoma dell'Aragona.